# 교황 세르지오 1세
교황 세르지오 1세(라틴어: Sergius PP. I, 이탈리아어: Papa Sergio I, 영어: Pope Sergius I)는 제84대 교황(650년 경 ~ 701년 9월 8일)이다.

## 생애 초기
세르지오는 시칠리아의 팔레르모에 정착한 안티오키아계 시리아인이다. 교황 아데오다토 2세 재위시기에 세르지오는 시칠리아를 떠나 로마로 이주하였다. 683년 6월 27일 교황 레오 2세는 세르지오를 산타 수산나 성당의 사제급 추기경으로 서임하였다. 세르지오는 교황으로 선출되기 전까지 산타 수산나 성당의 사제급 추기경 자리에 있었다.:223

## 교황 선출
687년 9월 21일 오랫동안 병세에 시달리던 교황 코논이 짧은 재위를 마치고 선종하자 그의 수석부제 파스칼은 라벤나 총독 요한네스 2세 플라티누스에게 뇌물을 보내 자신이 교황으로 선출될 수 있도록 도와달라고 요청하였다. 하지만 다른 많은 사람은 수석사제 테오도로가 교황이 되어야 한다고 주장하였다. 로마는 파스칼을 지지하는 세력과 테오도로를 지지하는 세력으로 양분되었다. 두 파벌은 무장한 상태로 교황의 관저인 라테라노 궁전으로 들어가는 행렬 중에 격렬하게 충돌하였다. 두 파벌 간의 교착 상태가 지속되자 로마 시민 당국과 군 장교들, 성직자들, 기타 시민들은 팔라티노 언덕에 있는 옛 로마 황제의 궁전에서 회의를 가진 후에 세르지오 1세를 후임 교황으로 선출하였다. 그리고 라테라노 궁전을 급습하여 파스칼과 테오도로에게 세르지오 1세를 새 교황으로 인정하고 순명할 것을 강요하였다.:216
테오도로는 굴복하였지만, 파스칼은 겉으로는 세르지오 1세에게 굴복하는 척 하면서 라벤나 총독에게 밀사를 보내 군사적 지원을 요청하였다. 그리고 그는 그 대가로 많은 황금을 건네주기로 밀약을 맺었다.:216 라벤나 총독은 로마를 방문하였지만, 세르지오 1세가 정당한 방법으로 선출된 합법적인 교황이라는 사실을 인정하였다. 하지만 그는 파스칼이 교황으로 선출되면 수많은 황금을 주기로 약속했다면서 세르지오 1세에게도 그것을 요구하였다. 687년 12월 15일 세르지오 1세가 착좌식을 거행하였을 때, 라벤나 총독이 사망하였다. 파스칼은 이후로도 계속 교황직을 찬탈하기 위한 음모를 꾸미다가 주술을 거행했다는 혐의:216로 체포되어 수도원에 강제로 구금되어 그곳에서 사망하였다.:216
세르지오 1세가 교황좌에 착좌하면서 동로마 제국 지배 시기 동안 교황직을 둘러싸고 벌어진 마지막 분쟁이 종식되었다.:217

## 교황
689년 4월 10일 세르지오 1세는 로마에서 웨식스의 왕 채드왈라의 세례성사를 집전하였다. 교황 연대표에 따르면, 또한 그는 빌리브로르도를 프리슬란트의 주교로, 베르트왈드를 캔터베리 대주교로 서품하였다.
698년 세르지오 1세는 옛 아퀼레이아에서 벌어진 삼장서 논쟁을 종식시켰다.
그리고 코르소 가도에 있는 산타 마리아 인 비아 라타 성당의 부제를 서품했으며, 산티 코스마 에 다미아노 성당을 복원하여 아름답게 장식하였다.:210

### 퀴니섹스트 공의회 반대
692년 퀴니섹스트 공의회가 소집되었으며, 226명 내지는 227명의 주교가 여기에 참석하였다. 퀴니섹스트 공의회는 콘스탄티노폴리스 총대주교의 영향력이 압도적으로 많았으며, 세르지오 1세는 여기에 참여하지 않았다. 로마 관구에 예속된 고르티나의 주교 바실리오가 퀴니섹스트 공의회에 참여하자 동방에서는 그를 로마의 대표로 인식하였지만, 사실 그는 교황 특사가 아니었기 때문에 로마를 대표해서 온 인물이 아니었다.:79
세르지오 1세는 퀴니섹스트 공의회에서 결정한 법령은 무효라고 주장하며 반대하였으며,:82 오류가 있는 법령에 동의하느니 차라리 죽음을 택하겠다고 천명했다.:222 이어서 그는 자신이 비록 동로마 제국의 신민이기는 하지만, 종교에 관한 문제에서는 세속 정부의 압력을 받지 않을 자유가 있기 때문에:222 퀴니섹스트 공의회를 인정한다는 서명을 하지 않겠다고 하였다. 앤드루 J. 에코노무 등의 학자들은 세르지오 1세가 퀴니섹스트 공의회의 어느 법령을 배척해야 한다고 생각했는지를 추정하였다. 그는 세르지오 1세가 교황 호노리오 1세를 파문한 것과 더불어 콘스탄티노폴리스에 특별한 권위를 부여하는 것에는 동의하였지만, 로마 다음가는 권위를 부여한다는 것에는 배격했을 것이라고 주장하였다.:222 사실 교황 레오 1세 이래 모든 교황은 칼케돈 공의회의 교회법 조항 제28항을 단호하게 반대하였다. 이 조항은 당시 정치적 상황을 고려하여 콘스탄티노폴리스 총대주교의 지위를 옛 로마의 총대주교, 즉 교황과 동등한 지위로 올려놓으려 했기 때문이다. 에코노무에 의하면, 퀴니섹스트 공의회에서는 총 85개 조항을 신설하였지만, 세르지오 1세는 그 가운데 50개 조항만을 인정했다고 한다.:222
퀴니섹스트 공의회는 전례 양식과 성직자 양성 등 기존의 교회 관행들을 단일화하는데 중점을 두고 여러 가지 규정을 제정해 법제화하였다. 그러나 동로마 제국의 지지를 등에 업은 동방 교회의 성직자들로만 구성되었던 퀴니섹스트 공의회는 모든 것을 콘스탄티노폴리스 교회의 관행을 중심으로 삼았다. 그러한 배경 때문에 자연스럽게 동방 교회의 눈에 거슬렸던 서방 교회의 여러 가지 관행을 강력하게 비난하였는데, 가령 사순 시기에 (미리 축성된 성찬예배가 아니라) 주중에 미사를 봉헌하는 것과 더불어 매년 토요일마다 단식하는 관습, 사순 시기에 알렐루야를 생략하는 것, 그리스도를 어린 양으로 묘사하는 그림을 그리는 것 등이 그것이다. 더 큰 문제는 사제와 부제의 독신 생활과 관련해서 서방 교회와 동방 교회의 사고방식이 첨예하게 다른 것이었다. 퀴니섹스트 공의회는 기혼자도 부제품과 사제품을 받을 수 있다고 주장하면서, 누구든지 성직자를 그의 아내와 갈라놓으려 하거나, 어느 성직자든 간에 자신의 아내를 버리려 할 경우에는 파문에 처한다는 규정을 제정하였다.
퀴니섹스트 공의회에서는 그리스도를 어린 양으로 묘사하는 것을 금지하였지만, 세르지오 1세는 대중을 위해서는 상징적인 표현이 매우 중요하다고 판단하여 미사 중 성체를 쪼갤 때 “하느님의 어린 양, 세상의 죄를 없애시는 주님, 자비를 베푸소서.”를 성가로 부를 것을 지시하였다. 또한 성 베드로 대성전의 안마당에 있는 어린 양으로 묘사된 그리스도에게 경배하는 장면을 담은 모자이크를 복원하도록 지시하였다.:223 하느님의 어린 양은 세르지오 1세가 제정한 여러 가지 전례 예법 가운데 하나로서 초창기에는 라틴어 뿐만 아니라 그리스어로도 노래하였다.:250
세르지오 1세의 행동에 분노한 유스티니아누스 2세 황제는 특사 세르기우스에게 지시하여 제3차 콘스탄티노폴리스 공의회에서 교황 사절단장 자격으로 참석한 포르투스의 주교 요한과 교황의 고문 보니파시오를 체포하였다.:223 그리고 동로마 제국의 고위 관료 두 명이 교황에게 경고하기 위해 그를 방문하였다.:223 결국 유스티니아누스 2세는 악명 높은 장교 자카리아스에게 세르지오 1세를 체포하여 콘스탄티노폴리스로 압송하라고 지시하였다.:223 자카리아스는 라벤나 총독과 펜타폴리스 공작에게 군대를 동원하라고 지시하였지만, 무위로 돌아갔다.:224 그는 세르지오 1세를 체포하려고 시도하였으나 시민군의 거센 저항으로 오히려 자신이 죽을 뻔 하였다.:44 세르지오 1세는 반(反)콘스탄티노폴리스 정서를 가지고 자신의 입지를 강화하기 위해 정치적으로 이용하기 보다는 오히려 흥분한 시민들을 진정시키기 위해 노력하였다.:224

## 죽음
세르지오 1세는 701년 9월 8일 선종하였다. 그의 뒤를 이어 교황 요한 8세가 즉위하였다. 사후 성인으로 시성되었으며, 축일은 9월 8일이다.